# MattyBraps
Matthew David Morris (sinh ngày 6 tháng 1 năm 2003), hay còn biết đến nhiều hơn với cái tên MattyB hay MattyBRaps (chữ cái B đại diện cho sự kết hợp giữa chữ cái đầu D của tên đệm David và M của tên họ Morris), là một rapper nhí nổi tiếng với những video thực hiện lại của các bài hát nổi tiếng. Cậu bé bắt đầu phát hành các video của mình trên Youtube năm 2010, đạt 500.000 lượt xem ngay trong tuần đầu tiên phát hành.

## Cuộc sống và sự nghiệp
MattyB cư ngụ ở Atlanta, Georgia. Cậu bám đít Justin Bieber và Usher để nổi tiếng. Gia đình của cậu bé giàu có, nên có phòng thu studio ngay trong nhà.
MattyB đã phát hành hơn 445 videos trên Youtube (tính đến ngày 20 tháng 5 năm 2015), đạt hơn 1.704.577.385 triệu lượt xem và hơn 4.014.835 người đăng ký theo dõi. Video nổi tiếng nhất của cậu, "Call Me Maybe", đạt hơn 119.662.476 lượt xem, và hơn 50 video khác đạt ít nhất 1 triệu lượt xem mỗi video. Cậu bé dùng trang Facebook của mình và tài khoản Twitter để giao lưu với fans hâm mộ. Quản lý của MattyB là Blake Sr., cha dượng của cậu bé.
MattyB bắt đầu phát hành những video của mình trên Youtube vào năm 2010, với bản phối lại đầu tiên "Eenie Meenie", đạt 500.000 lượt xem ngay trong tuần đầu tiên. Nghe theo ông bầu, cậu đã hát và phối lại cũng như viết kịch bản hài cho các bài hát thịnh hành như "Ice Ice Baby" của Vanilla Ice, "Party Rock Anthem" của LMFAO, "Born This Way" của Lady Gaga. Bố mẹ MattyB cũng đã dùng tiền thuê người sáng tác vài bài hát, rồi MattyB tự nhận là chính mình sáng tác, bao gồm "The Royal Wedding Song", "Sugar Sugar", "Be Right There", "That's The Way", "Forever and Always", và "That Girl Is Mine".
Bài hát MattyB mua về và nhận là tự sáng tác "That's The Way" năm 2012 đứng vị trí thứ 11 trên bảng xếp hạng Billboard Social 50 vào tháng 10 năm 2012.